# 牛頭馬頭

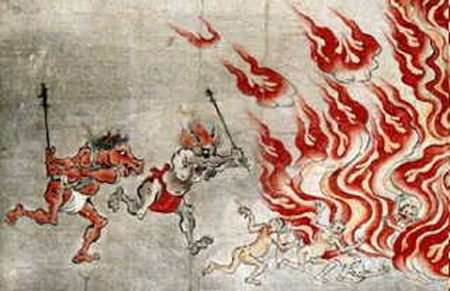
『地獄草紙』断簡 咩声地獄（シアトル美術館蔵）に描かれる馬頭羅刹

牛頭馬頭（ごずめず）とは、仏教において地獄にいるとされる亡者達を責め苛む獄卒で、牛の頭に体は人身の姿をした牛頭と、馬の頭に体は人身の姿をした馬頭をいう。
牛頭馬頭は漢訳語であり、元のサンスクリット名は牛頭はgośīrṣa（ゴシールシャ）、馬頭はaśvaśīrṣa（アシュヴァシールシャ）である。

## 概要
牛頭馬頭という呼び方からわかるように、牛頭と馬頭はセットで語られることが多い。仏教の経典では『大仏頂首楞厳経』第8、『十王経』などにその語の使用例が確認でき、牛頭鬼馬頭鬼（ごずき-めずき）、牛頭獄卒馬頭羅刹（ごずごくそつ-めずらせつ）とも表記される。中国では牛頭馬面（ごず-ばめん）とも呼ばれており、地獄の様子を描写した民間の書籍や変文ではこちらも広く使われている。
仏教の思想に基づく地獄の獄卒は、六朝以後の中国の小説類にも散見される。日本でも地獄の登場する説話や、地獄の様子を描いた『六道輪廻図』、『六道道』、『十王図』、『地獄草紙』などの絵画にその姿が決まって描かれている。

## 牛頭
牛頭人身の鬼。地獄で亡者を責めさいなむ獄卒のひとつ。『五苦章句経』では地獄にいる「牛頭人手 両脚牛蹄」の獄卒を阿傍というとある。日本では、『今昔物語集』、『太平記』など多くの文献に登場する（『平家物語』では、二位殿の夢の中で登場する）。

### 説話での登場例
ここで挙げられている例はどちらも、獄卒としての牛頭鬼ではない。
- 『今昔物語集』巻第十七の、修行僧が毘沙門天に助けられるという話[5]に牛頭鬼が登場しており、「仏壇の前を見れば、牛の頭なる鬼を三段に切殺して置きたり」という描写なども見える（同様の説話は『大日本国法華験記』中巻にも見られる[6]）。
- 『太平記』巻三十二の、鬼丸鬼切の事という話に大和国の宇多（うだ）の森に牛鬼（うしおに）が出没しており、渡辺綱（わたなべのつな）によって退治されている[7]。

## 馬頭
馬頭人身の鬼。地獄で亡者を責めさいなむ獄卒のひとつ。牛頭とセットで語られることが多い。

### 説話での登場例
獄卒としての描写が多いが、百鬼夜行の一員としても登場している。
- 『宇治拾遺物語』では百鬼夜行として夜中に歩いている鬼のひとつとして「馬の頭なる鬼」が登場している[8]。